# Kanno Yoko
Kanno Yōko (菅野 よう子 Gian Dã Dương Tử) sinh ngày 19 tháng 3 năm 1964 tại tỉnh Miyagi, Nhật Bản là một nhà soạn nhạc, phối nhạc và nhạc công nổi tiếng với công việc sáng tác nhạc nền soundtrackcho rất nhiều anime, phim và sêri truyền hình cũng như quảng cáo. Bà đã soạn nhạc nền cho nhiều bộ anime lừng danh như Macross Plus, Turn A Gundam của loạt phim Gundam, Cowboy Bebop, The Vision of Escaflowne, Ghost in the Shell: Stand Alone Complex, Wolf's Rain, Macross Frontier và được kính trọng và tin tưởng bởi nhiều đạo diễn phim thuộc những thế hệ khác nhau như Tomino Yoshiyuki (tác giả của 11 phim Gundam), Watanabe Shinichiro (tác giả của Cowboy Bebop) hay Kawamori Shoji (Escaflowne, Macross Plus, Macross Frontier). Bên cạnh đó Kanno cũng sáng tạc nhạc pop chính thống cho rất nhiều nghệ sĩ, nổi bật nhất trong số đó phải kể đến Sakamoto Maaya và Koizumi Kyōko. Bà đã đạt đến trình độ piano điêu luyện, và là người đứng đầu của ban nhạc The Seatbelts tập hợp nhiều nhạc công xuất sắc của Nhật Bản, Mĩ và Pháp, ban nhạc đã trình diễn vô số các sáng tác của Kanno trong các album nhạc phim Cowboy Bebop mà bà chịu trách nhiệm sản xuất.

## Lý lịch

### Sự nghiệp
Kanno bắt đầu tập sáng tác từ năm 3 tuổi và tự học chơi piano mà không qua một trường lớp đào tạo chuyên nghiệp nào.
Đã thử sức thành công trong nhiều thể loại nhạc, như blues, cổ điển, jazz, techno, và cả J-pop, bà trả lời trước câu hỏi liệu có yêu thích thể loại nhạc nhất định nào:
| “ | Ah... Tôi đã nghe mọi người nói về những thể loại mà tôi đã sáng tác như cổ điển, jazz, vân vân nhưng cá nhân tôi mà nói, khi sáng tác tôi không phân biệt âm nhạc qua thể loại. Tôi không sáng tác theo kiểu 'Chỗ này mình phải soạn một đoạn nhạc cổ điển' hay 'Chỗ kia phải sáng tác nhạc jazz'. Khi sáng tác, tôi không nghĩ về việc mình thích thể loại nào nhất, mà cảnh phim hoặc bộ phim anime đó muốn nói điều gì, là chủ đề tình yêu hay một tâm trạng nào đó. Tôi không yêu thích thể loại nhạc nào hơn loại nào. Tất cả đối với tôi đều tuyệt vời và chúng truyền cảm hứng cho tôi theo những cách riêng. | ” |

Do làm việc trong môi trường anime, những hướng dẫn và cốt truyện phim lấy từ các đạo diễn là thứ định hướng giúp Kanno sáng tác nhạc. Tuy nhiên không hẳn tất cả những sản phẩm bà viết ra đều có mặt trong album nhạc phim sẽ phát hành. Bà chia sẻ rằng đó là cách làm việc ưa thích của bà, bởi Kanno không ưa việc phải viết nhạc gò bò trong luật lệ:
| “ | Với trường hợp của tôi, những nhà làm phim đến nói chuyện và đặt hàng viết nhạc khoảng 1 đến 2 năm trước khi bộ phim hoàn thành. Lúc đó, tôi đã có cốt truyện sẵn trong đầu, tuy nhiên tất cả những chi tiết về các nhân vật đều chưa có. Thậm chí cả tên phim cũng còn chưa được quyết định. | ” |

### Cuộc sống cá nhân
Kanno Yoko kết hôn với nhạc sĩ Mizoguchi Hajime, cuộc hôn nhân kết thúc vào năm 2007.
Ngoài âm nhạc, Kanno cũng ưa thích nhiếp ảnh và viết lách. Bà đã có một loạt bài viết tự sự đăng trên tạp chí Newtype với các hình ảnh minh họa cũng do Kanno thực hiện.
Năm 2011, Kanno đã sáng tác và trình bày ca khúc "Kimi de Ite Buji de Ite from Kanno Yoko", bài hát thể hiện lời cầu nguyện cho sự an toàn của người dân Nhật Bản, cũng như động viên tinh thần nước Nhật sau thảm họa động đất và sóng thần vào tháng 3 cùng năm. Sau đó, cô đã sáng tác bài hát ủng hộ chính thức của NHK nhân dịp kỷ niệm một năm trận động đất mang tên "Hana wa Saku" ("Hoa sẽ nở") với lời bài hát của đạo diễn Shunji Iwai. Bài hát có sự góp mặt của những người bản địa đáng chú ý từ các khu vực bị ảnh hưởng như Fukushima, Miyagi và Iwate.

#### "Bí mật" Gabriela Robin
Gabriela Robin là một ca sĩ, người viết nhạc cho nhiều bài hát của Kanno Yoko. Cái tên Gabriela Robin từ lâu đã được người hâm mộ đồn rằng chính là một bút danh khác của Kanno Yoko, nhưng đã nhiều lần Kanno Yoko từ chối nói về điều này trong các buổi phỏng vấn. Các ca sĩ từng hợp tác thân thiết với Kanno như Ilaria Graziano, Mai Yamane hay Shanti Snyder cũng có những câu trả lời rất mơ hồ về mối liên hệ này.
Trong một bài phỏng vấn duy nhất trên báo năm 2009, Robin xác nhận rằng mình sẽ hát trên sân khấu lần đầu tiên trong buổi hòa nhạc Cho-jiku-tanabata Sonic của Kanno với The Seatbelts (tổ chức 7 tháng 7 năm 2009). Tuy nhiên đã không hề có Gabriela Robin nào xuất hiện, thay vào đó sau khi điều khiển một liên khúc giao hưởng dài với dàn hợp xướng Warsaw Philharmonic Orchestra, Kanno quay về phía khán giả và hát "Moon", ca khúc Gabriela Robin trình bày trong Turn A Gundam. Đây là lần đầu tiên Kanno cất tiếng hát trước công chúng, và theo như lời nhận xét của nhiều người hâm mộ, giọng của bà giống hệt Robin . Đây được coi là lời xác nhận chính thức của Kanno với tin đồn bây lâu nay, tuy nhiên sau đó Kanno không hề đưa ra bình luận nào về sự kiện này.

## Danh sách hợp tác

### Người viết lời
- Chris Mosdell
- Tim Jensen
- Iwasato Yūho

### Ca sĩ
| - AFRA - Okui Aki - AKINO - Arai Akino - Artur Stefanowicz - Carla Vallet - Yamamoto Chinatsu - Yoshino Chiyono - Cosmic Voices from Bulgaria - Crystal Kay - Donna Burke - Emily Bindiger - Emily Curtis - Franco Sansalone - Gabriela Robin - Hajime Chitose - Hassan Bohmide - Heartsdales - Mieno Hitomi - Ilaria Graziano - Jadwiga Rappe' - James Wendt - Joyce - Nishino Kaoru - Kobayashi Kei - Endō Kyoko - Katsunuma Kyoko | - Koizumi Kyōko - Makino Yui - Iijima Mari - May'n - Sakamoto Maaya - Yamane Mai - Endō Masaaki - Nakajima Megumi - Mem Nahadr - Imai Miki - Sukoshi Mo - Maryanne Murray - Origa - Pierre Bensusan - Raiché Coutev Sisters - Raj Ramayya - Reynada Hill - Scott Matthew - Seika Iwashita - Shanti Snyder - Otsuka Soichiro - Steve Conte - Sydney Thiam - Katō Tokiko - Tulivu-Donna Cumberbatch - Wuyontana - YOSHIKA |